# Góis (Freguesia)
Góis ist eine portugiesische Gemeinde (Freguesia) im gleichnamigen Kreis (Concelho) Góis. In ihr leben 1874 Einwohner (Stand 19. April 2021).

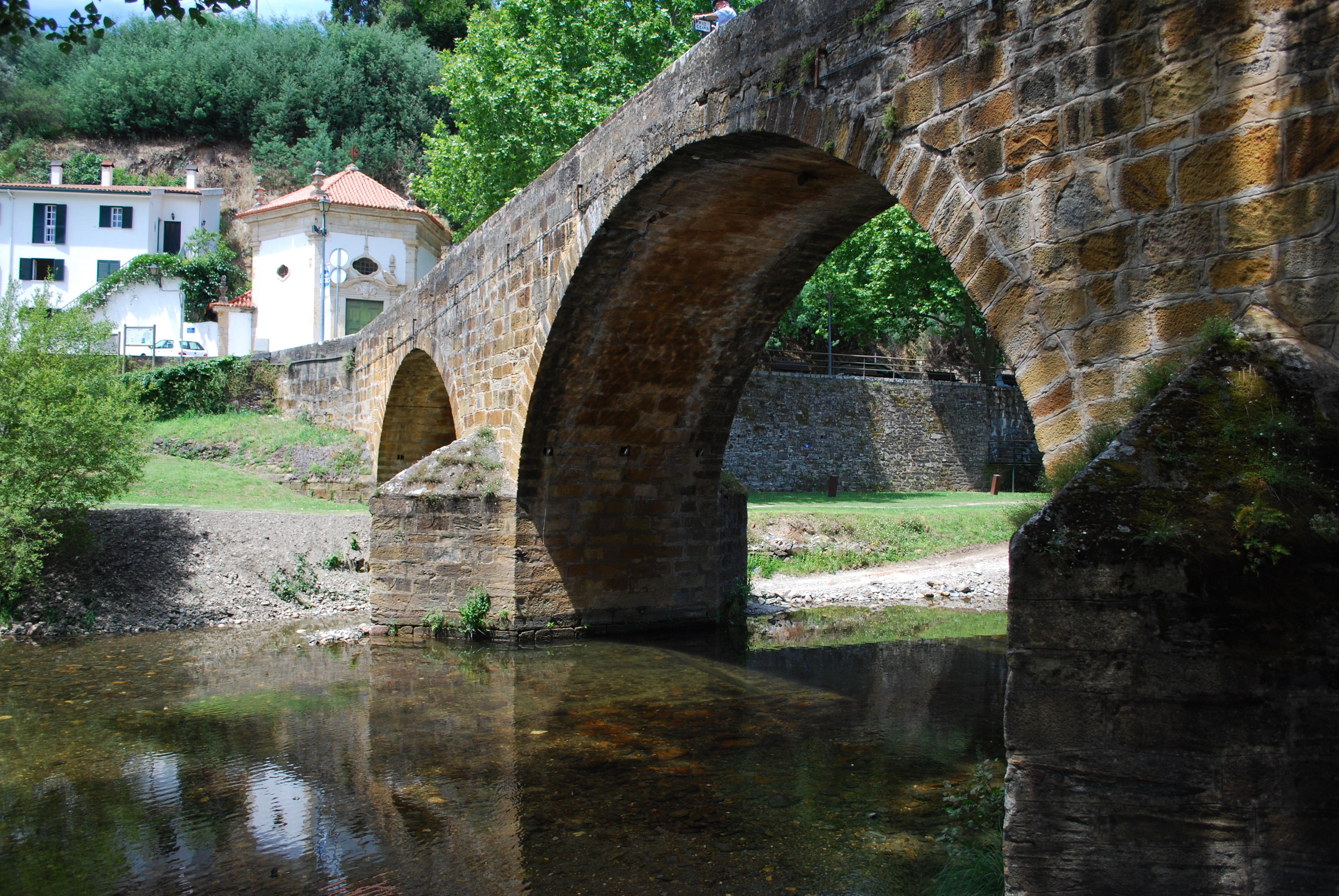
Die Brücke von Góis, im Hintergrund die sechseckige Kapelle

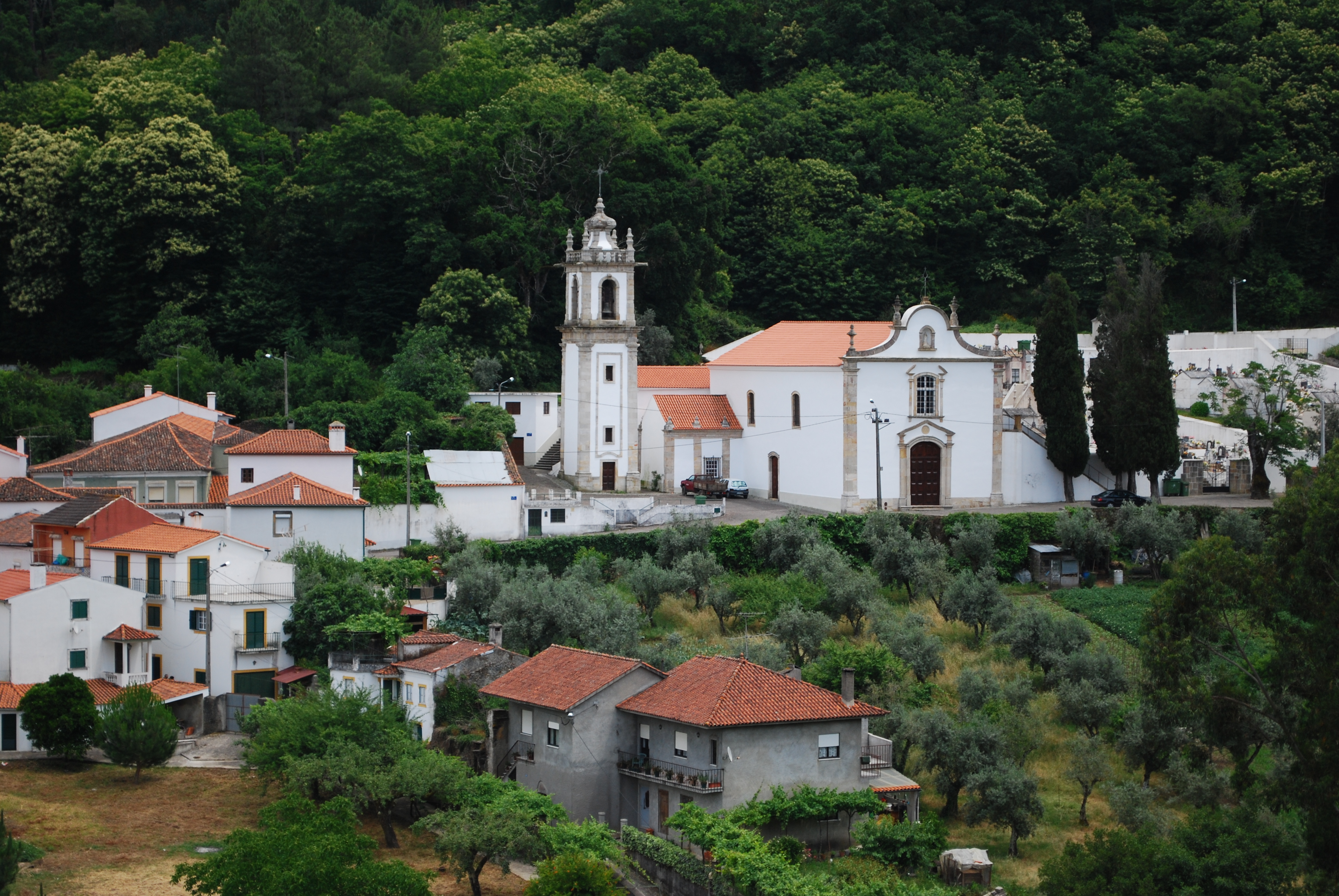
Die Gemeindekirche von Góis

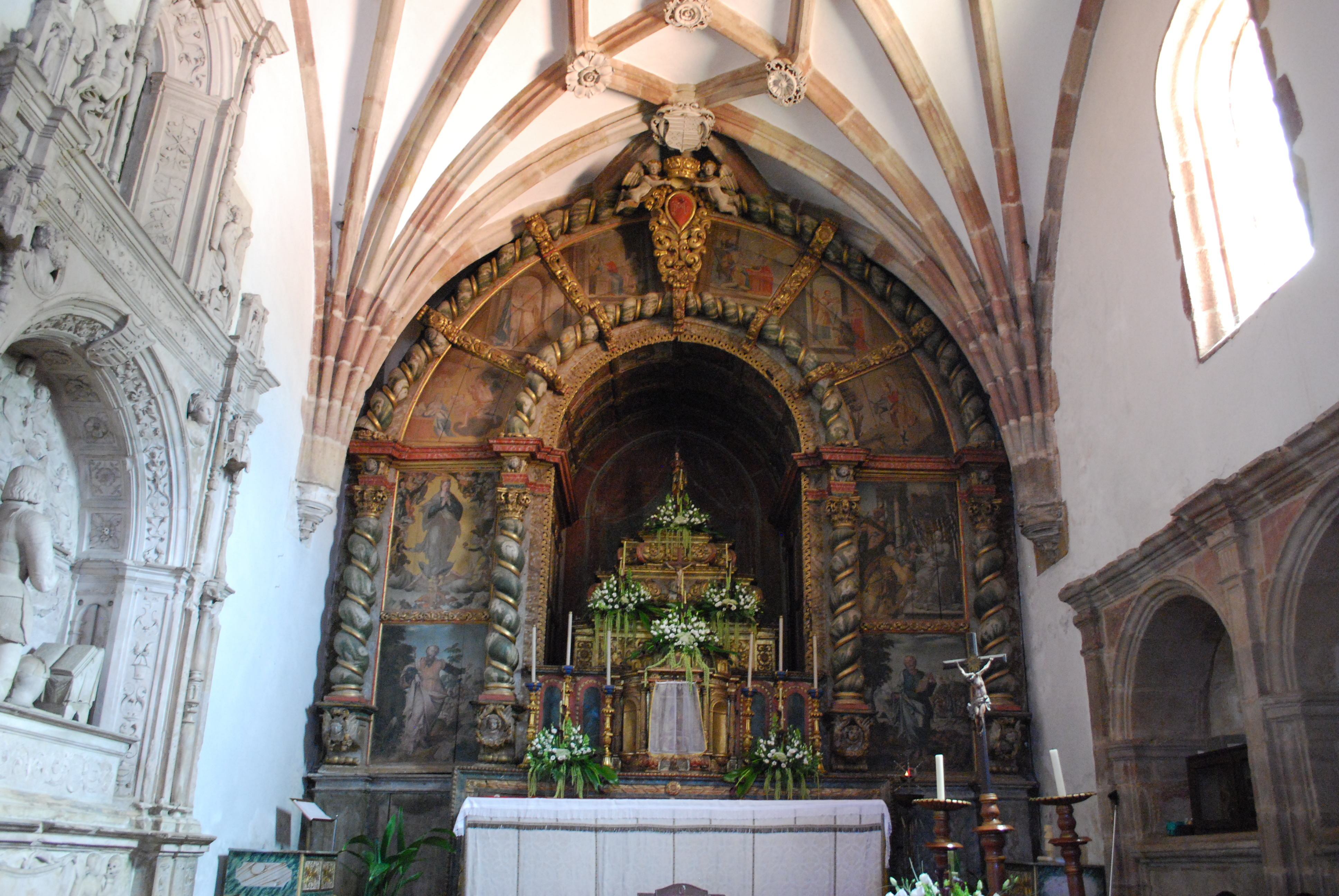
Im Inneren der Gemeindekirche

In der Gemeinde Góis liegen 32 der 51 denkmalgeschützten Bauwerke des Kreises, darunter der historische Ortskern von Góis als Ganzes.
Im Gemeindegebiet liegen zudem vier der 27 historischen Schieferdörfer der Aldeias do Xisto, namentlich Aigra Nova, Aigra Velha, Comareira, und Pena. Die Gemeinde besteht aus den folgenden Ortschaften:
| - Aigra Nova - Aigra Velha - Alagoa - Albergaria - Alegria - Alvém - Bordeiro - Carcavelos - Carvalhal Miúdo - Casal Bordeiro - Carvão - Casal dos Moinhos - Casalinho de Baixo - Casalinho de Cima - Casal Loureiro - Caselhos - Cerdeira - Cerejeira | - Cimo de Alvém - Civado - Comareira - Conhais - Cortecega - Esporão - Folgosa - Frontão - Ladeiras - Liboreiro - Luzendas - Outeiro - Manjão - Nogueiro - Pena - Piães - Pião - Pontão do Seladinho | - Ponte do Sótão - Portela - Portela de Góis - Póvoa de Cerdeira - Póvoa de Góis - Povorais - Quinta do Carvão - Regateira - Ribeira Cimeira - Ribeira Fundeira - Samoura - São Martinho - Vale Boa - Vale de Maceira - Vale Godinho - Vale Moreiro - Vale Torto - Vale Travasso |